# Jean-Louis Murat
Jean-Louis Bergheaud, más conocido como Jean-Louis Murat, (Chamalières (Puy-de-Dôme, 28 de enero de 1952-Auvernia, 25 de mayo de 2023), fue un compositor, cantante y actor francés.

## Biografía
El autor, compositor e intérprete francés, nacido en 1952 en Chamalières, (Clermont-Ferrand) en la región de Puy-de-Dôme, Francia, comenzó su carrera en un grupo de rock a finales de los años 1970. Descubierto por William Sheller, el grupo fue telonero suyo en concierto. Jean-Louis Murat pronto se lanzó en solitario y obtuvo su primer éxito en 1987 con el lanzamiento de "Si je devais manquer de toi". Le siguieron "L´Ange déchu"  y "Te garder prés de moi", del álbum Cheyenne Autumn, publicado en 1989. Pero sobre todo la canción "Regrets", a dúo con Mylène Farmer, la que hizo verdaderamente famoso en 1991. Muchos descubrieron entonces la poesía de las letras de Jean-Louis Murat y su extrema sensibilidad, que nunca le abandonó. Jean-Louis Murat ha escrito para otros artistas como Françoise Hardy e Isabelle Boulay, y para Indochine (banda), en el éxito "Un singe en hiver" y el sencillo "Karma girls". La música ha marcado sin duda la carrera del artista, pero también el cine. Sus profundos ojos azules se han visto en la gran pantalla en varias ocasiones, como en el largometraje de Jacques Doillon "La Vengeance d´une femme" en 1990, y en la película "Mademoiselle Personne", estrenada seis años después.
Desde su infancia en Auvernia, Murat-le-Quaire (de ahí su seudónimo), Jean-Louis Murat aprendió a amar la tierra mientras desarrollaba sus aptitudes musicales en el Conservatorio de la región. Entonces se negará a tomar el camino familiar que lo destinaba a trabajar en la hacienda y decide dedicarse a los estudios. Después de varios viajes y varios trabajos ocasionales, regresó a Auvergne y en 1977 formó un grupo de rock, Clara, que tocaría con William Sheller. El gruipo se disolvió pero Murat aprovechó esta experiencia para lanzar su primer 45 rpm en el año 1981, Suicide-vous le peuple est mort, inmediatamente censurado por Europe 1. Siguieron dos álbumes: "Murat" en 1982 y "Passion Prevée" en 1984, de escasa repercusión.

## Discografía

### Álbumes
- Passions privées (1984)
- Cheyenne autumn (1989)
- Le manteau de pluie (1991)
- Vénus (1993)
- Dolorès (1996)
- Mustango (1999)
- Le moujik et sa femme (2002)
- Lilith (2003)
- Moscou (Москва) (2005)
- Taormina (2006)
- Tristan (2008)
- Le Cours Ordinaire des Choses (2009)
- Grand Lièvre (2011)
- Toboggan (2013)
- Babel (2014 in collaboration with the Delano Orchestra)
- Morituri (2016)